# ジョー・ローゼンタール
ジョー・ローゼンタール（英: Joe Rosenthal [ˈroʊzənθɔl]）ことジョセフ・ジョン・ローゼンタール（英: Joseph John Rosenthal、1911年10月9日 - 2006年8月20日）は、アメリカ合衆国の写真家である。1945年の硫黄島の戦いで6人のアメリカ兵が硫黄島の摺鉢山山頂に星条旗を掲揚する瞬間を撮影した『硫黄島の星条旗』でピューリッツァー賞 写真部門を受賞した。この写真は、第二次世界大戦中に撮影された最もよく知られた写真のうちの1枚であり、アーリントン国立墓地近くに建立された海兵隊戦争記念碑のモチーフとなった。ローゼンソールとも表記される。

## 若年期
ローゼンタールは1911年10月9日にワシントンD.C.で生まれた。両親はユダヤ系ロシア人移民であるが、ローゼンタールは若い時にカトリックに改宗した。世界恐慌の頃に趣味として写真撮影を始めた。1929年にマッキンリー高校を卒業し、新聞社の雑用係（オフィスボーイ）として働いた後、仕事を求めてサンフランシスコに移り、1932年に『サンフランシスコ・ニュース』に記者兼写真家として入社した。

## 第二次世界大戦

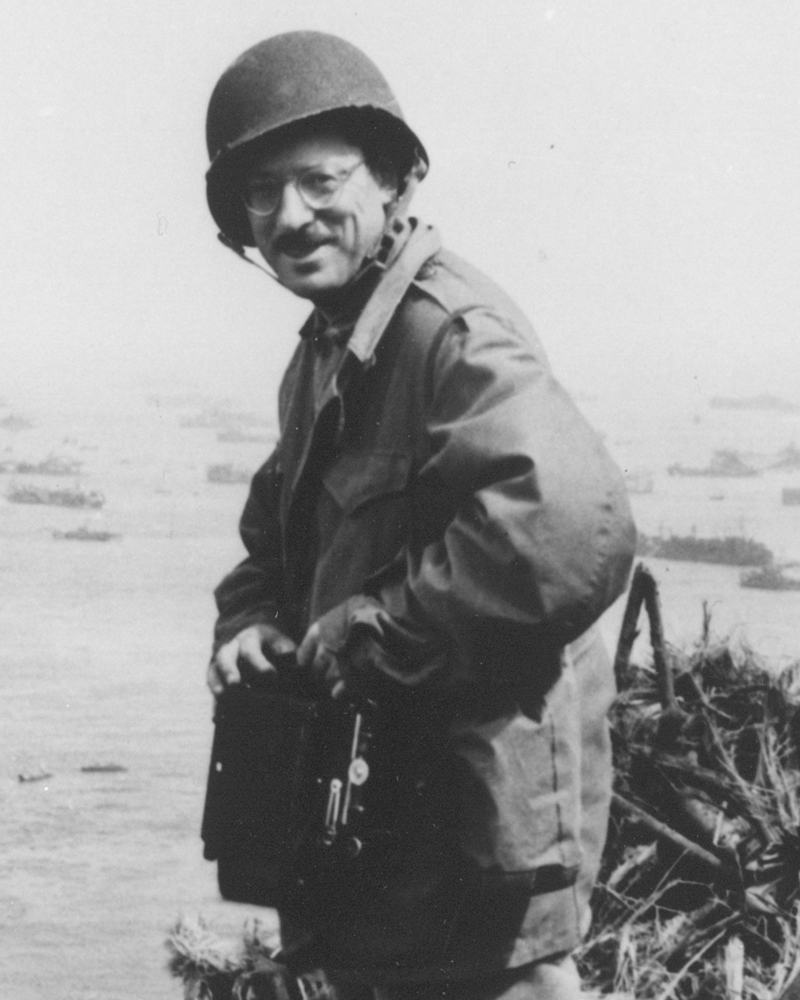
大戦中のローゼンタール

第二次世界大戦へのアメリカ参戦後、ローゼンタールはアメリカ陸軍に従軍写真家として入隊しようとしたが、弱視のため入隊できなかった。1941年にAP通信に移った。1943年、写真家としてアメリカ合衆国商船隊に入隊し、准士官としてブリテン諸島での船内の様子や北アフリカ戦線を記録した。1944年にAP通信に復帰し、アジア・太平洋戦線のアメリカ陸軍やアメリカ海兵隊に従軍して、ホーランジア、ニューギニア、グアム、ペリリュー、アンガウル、硫黄島で取材を行った。

### 『硫黄島の星条旗』

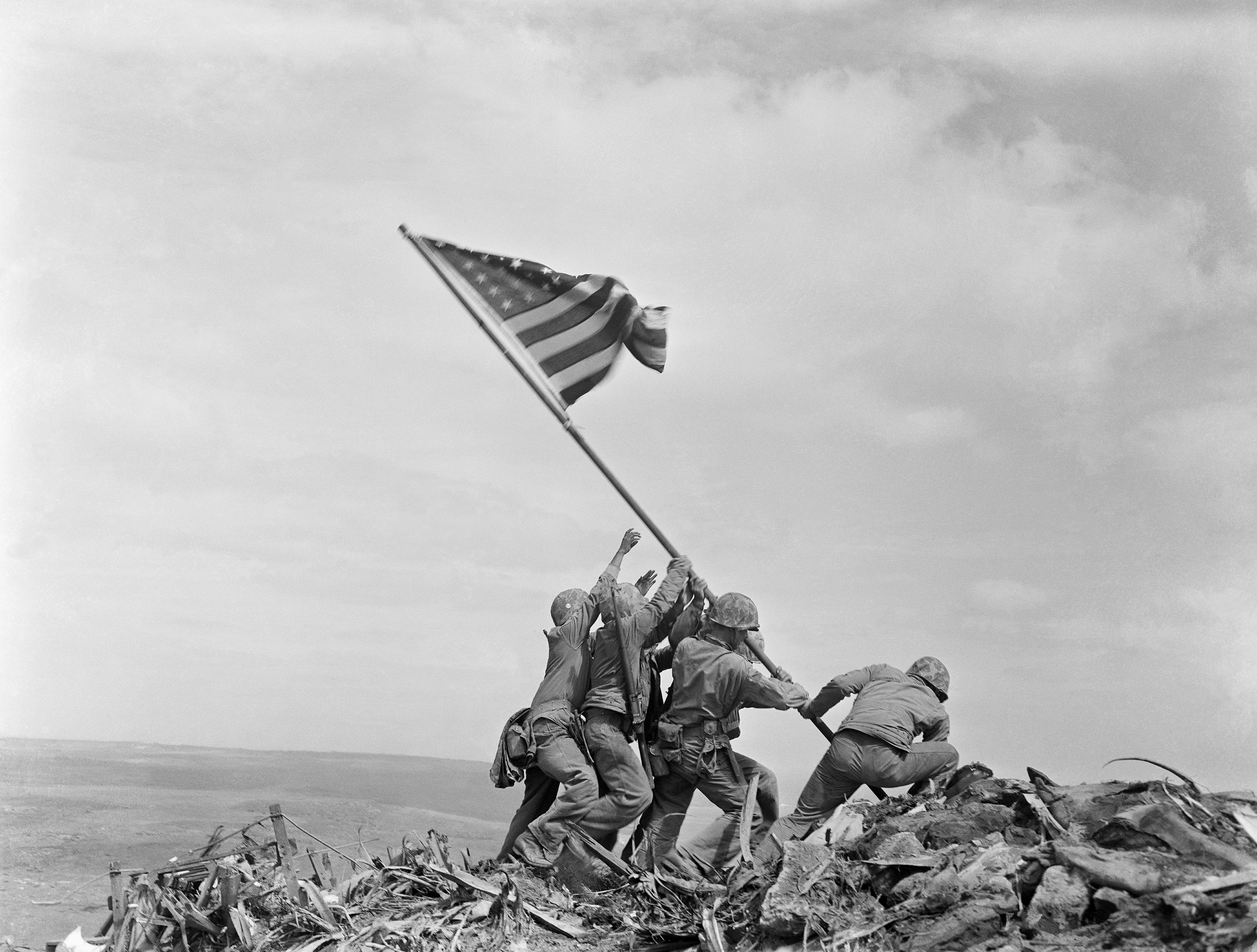
『硫黄島の星条旗』

アメリカ軍が硫黄島に上陸してから4日目の1945年2月23日（金曜日）の朝、硫黄島へ向かう海兵隊の上陸用舟艇に乗っていたローゼンタールは、島の南端の摺鉢山の山頂に星条旗が掲げられるという知らせを聞いた。ローゼンタールは島に上陸すると、当時報道写真家の定番のカメラだった大判のスピードグラフィックを持って摺鉢山へ急いだ。そして、海兵隊所属の従軍写真家ボブ・キャンベル兵長、海兵隊の映像撮影担当者ビル・ジェノウスト兵長とともに、山を登り始めた。その途中で、山頂で手榴弾の爆発を受けてカメラを破壊されたため下山中だった海兵隊の写真家、ルイス・ロウェリー二等軍曹から、既に午前10時40分に星条旗が掲揚され、山頂でその写真を撮ったと聞かされた。3人は一旦下山しようかと考えたが、ロウェリーが山頂は写真をとるのに良い場所だと言っていたため、山頂を目指すことにした。

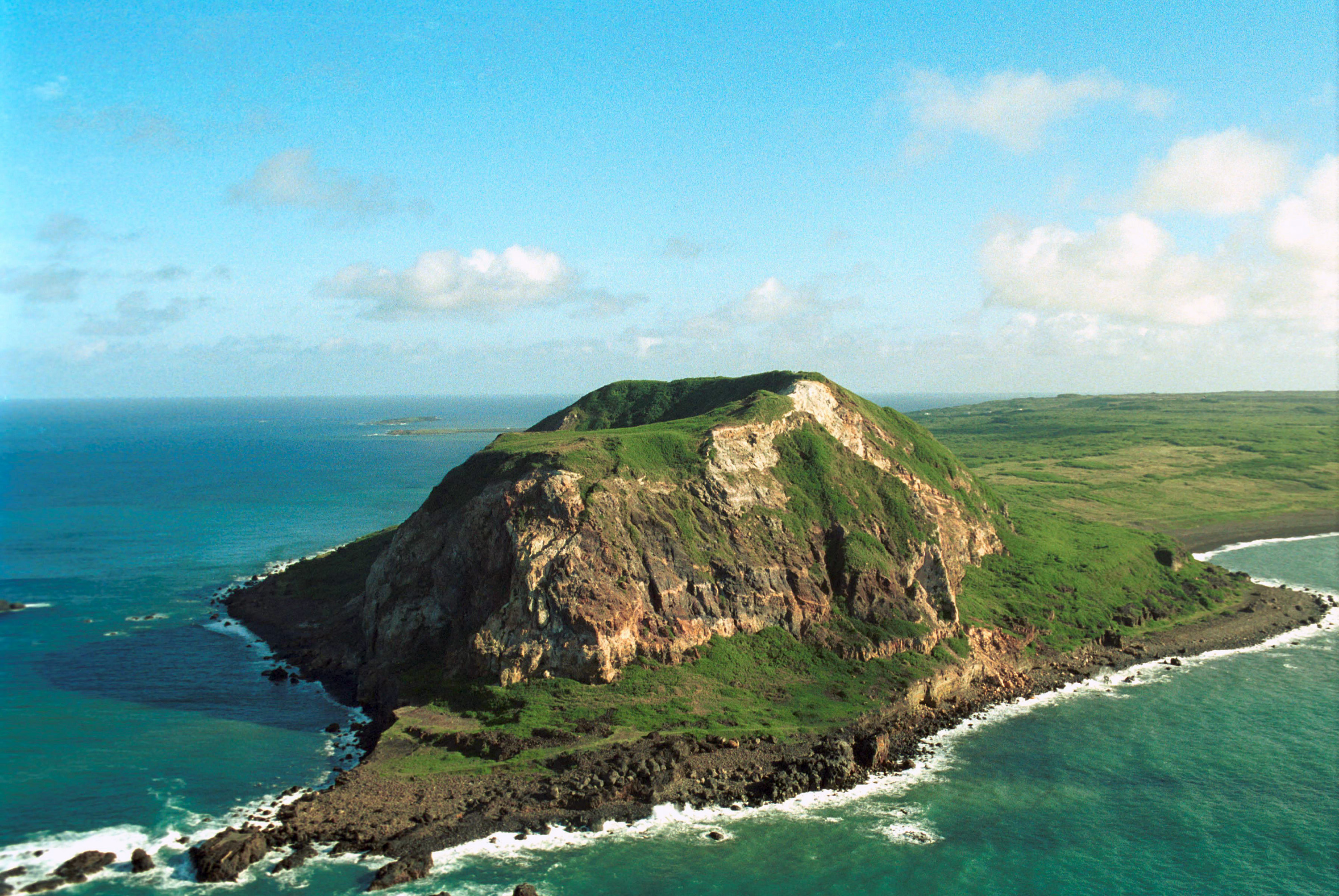
硫黄島の摺鉢山

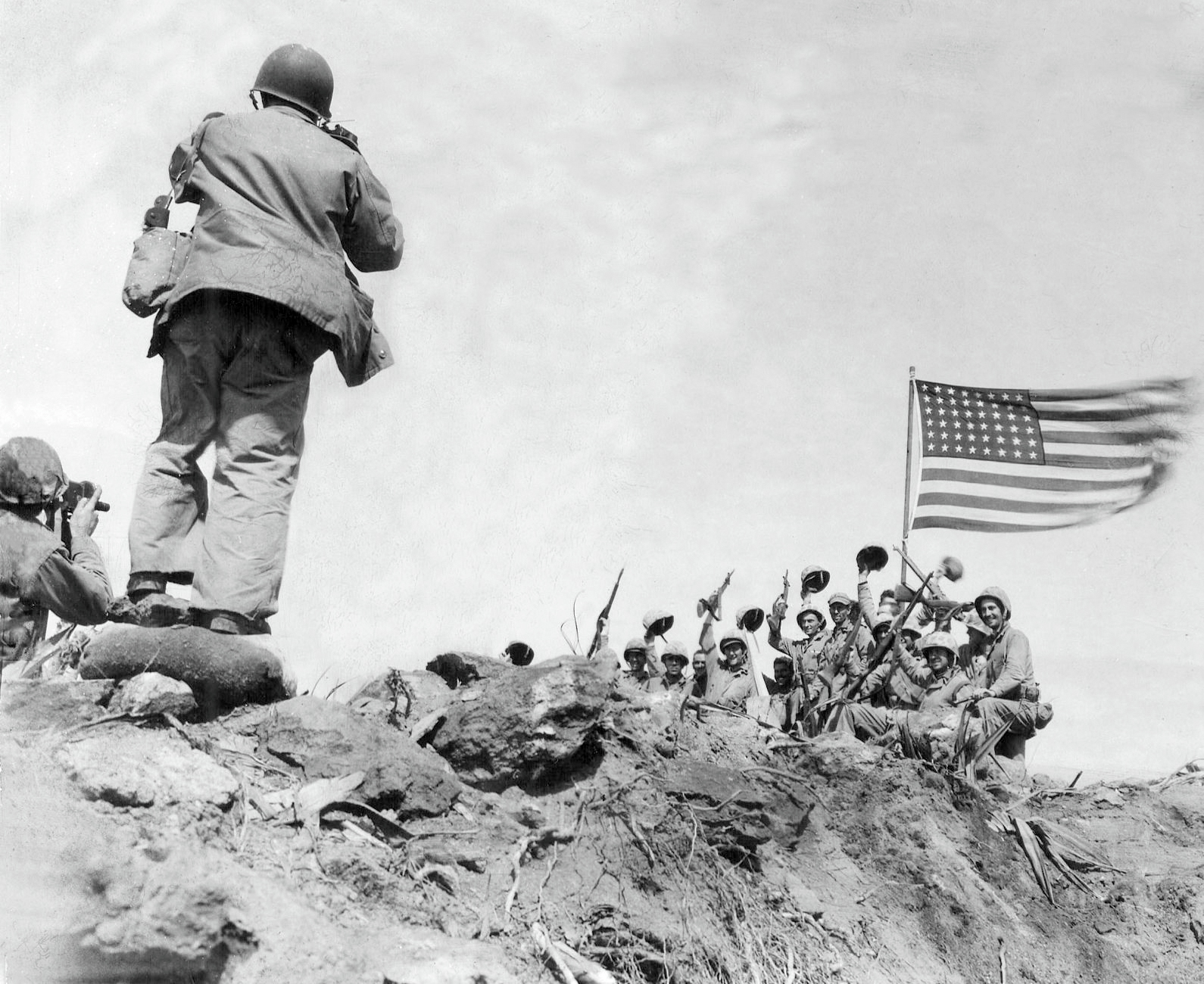
「ガンホー写真」を撮影するローゼンタール（左から2人目）。左端は映像を撮影するジェノウスト。

山頂についたローゼンタールたちは、山頂に小さな星条旗が掲げられているのを見た。ローゼンタールはキャンベルに、星条旗の横に立つ自分の写真を撮ってもらった。その横で、海兵隊員がより大きな星条旗を鉄パイプに取り付けていた。そして、将校が小さな旗を降ろして大きな旗を掲げるよう命じた。ローゼンタールは、両方の旗を1枚の写真に収めることを一瞬考えたが、両方の旗が画角に収まりそうになかったため、大きな旗を掲揚する様子のみを撮影することにした（キャンベルは小さな旗を降ろす様子を撮影していた）。
ローゼンタールは身長が165センチメートルしかないため、高さを稼ぐために石と土嚢を積んでその上に立った。レンズをF8とF11の間に、シャッタースピードを1/400秒にセットした所で、6人の海兵隊員が大きな旗を掲げ始めたのが視界の片隅に見えた。ローゼンタールはすぐに振り向いて、ファインダーを覗かずにシャッターを切った。その3メートル右側で、ジェノウストがほぼ同じアングルからカラーフィルムで映像を撮影していた。その後、AP通信に事前に内容を確認してもらうために、白黒フィルムでもう1枚撮影した。掲揚が終わった後、ローゼンタールは山頂にいた海兵隊員16人と海軍衛生兵2人を星条旗の周りに集めて、「ガンホー」と呼ばれるポーズをとらせて写真（いわゆる「ガンホー写真」）を撮影した。

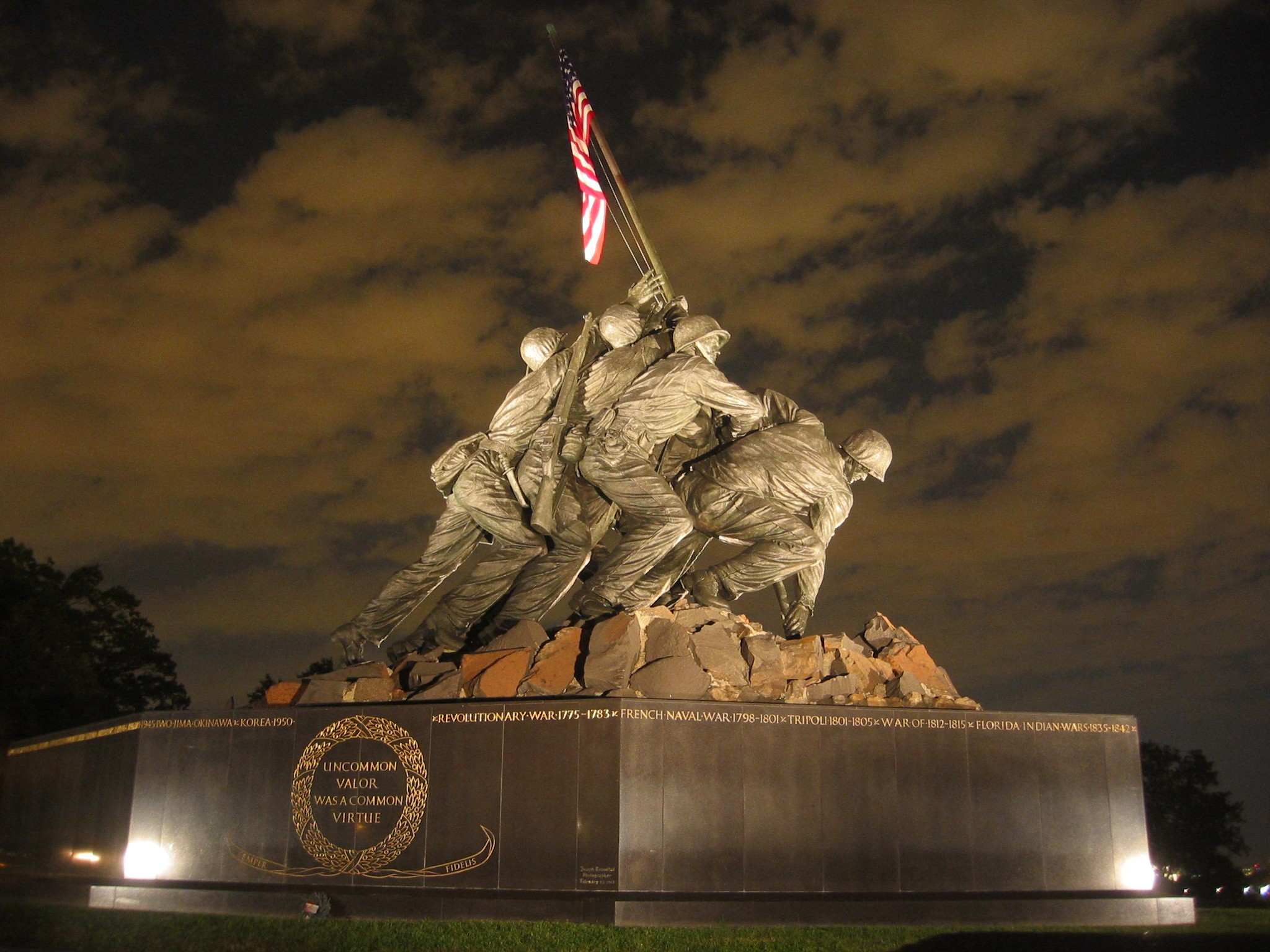
海兵隊戦争記念碑

このとき撮影された写真『硫黄島の星条旗』はすぐに全世界に配信され、2月25日（日曜日）の新聞に掲載された。アメリカ国民の厭戦感情が高まっていた中で、この写真は「この戦争の勝利の象徴」とみなされた。多くの雑誌がこの写真を表紙にした。ローゼンタールはこの写真で1945年のピューリッツァー賞 写真部門を受賞した。アメリカ政府はこの写真を戦争債券購入運動のポスターに使用し、263億ドルの資金を調達した。1954年には、この写真を元に製作した海兵隊戦争記念碑（通称 硫黄島記念碑）が建立された。
『硫黄島の星条旗』が有名になっても、ローゼンタールは謙虚だった。この写真についてローゼンタールは"I took the picture; the Marines took Iwo Jima."（私は写真を撮っただけだ。海兵隊員たちが硫黄島を取った）と述べていた。

## 戦後

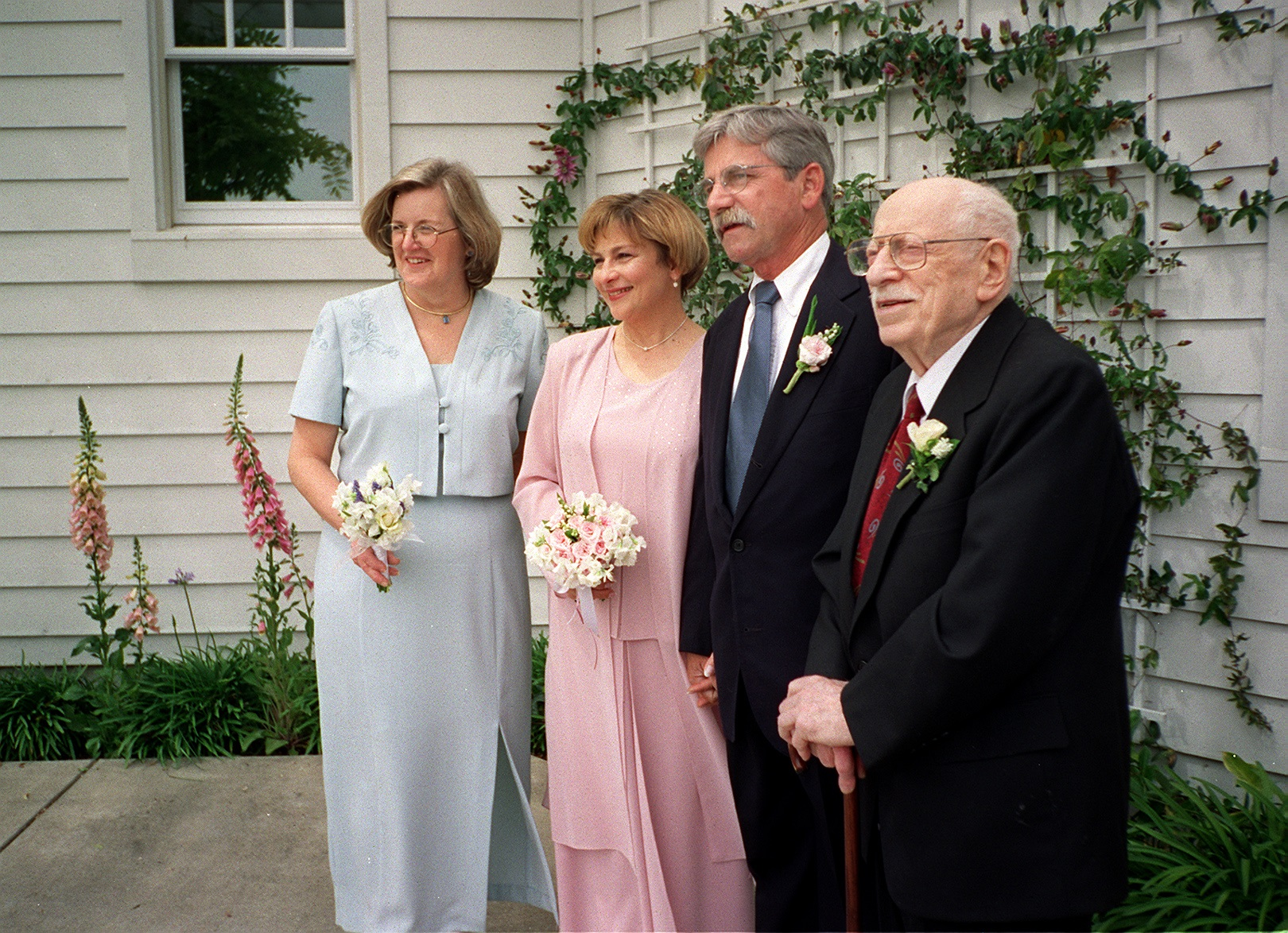
地元の知人の結婚式に参加したローゼンタール

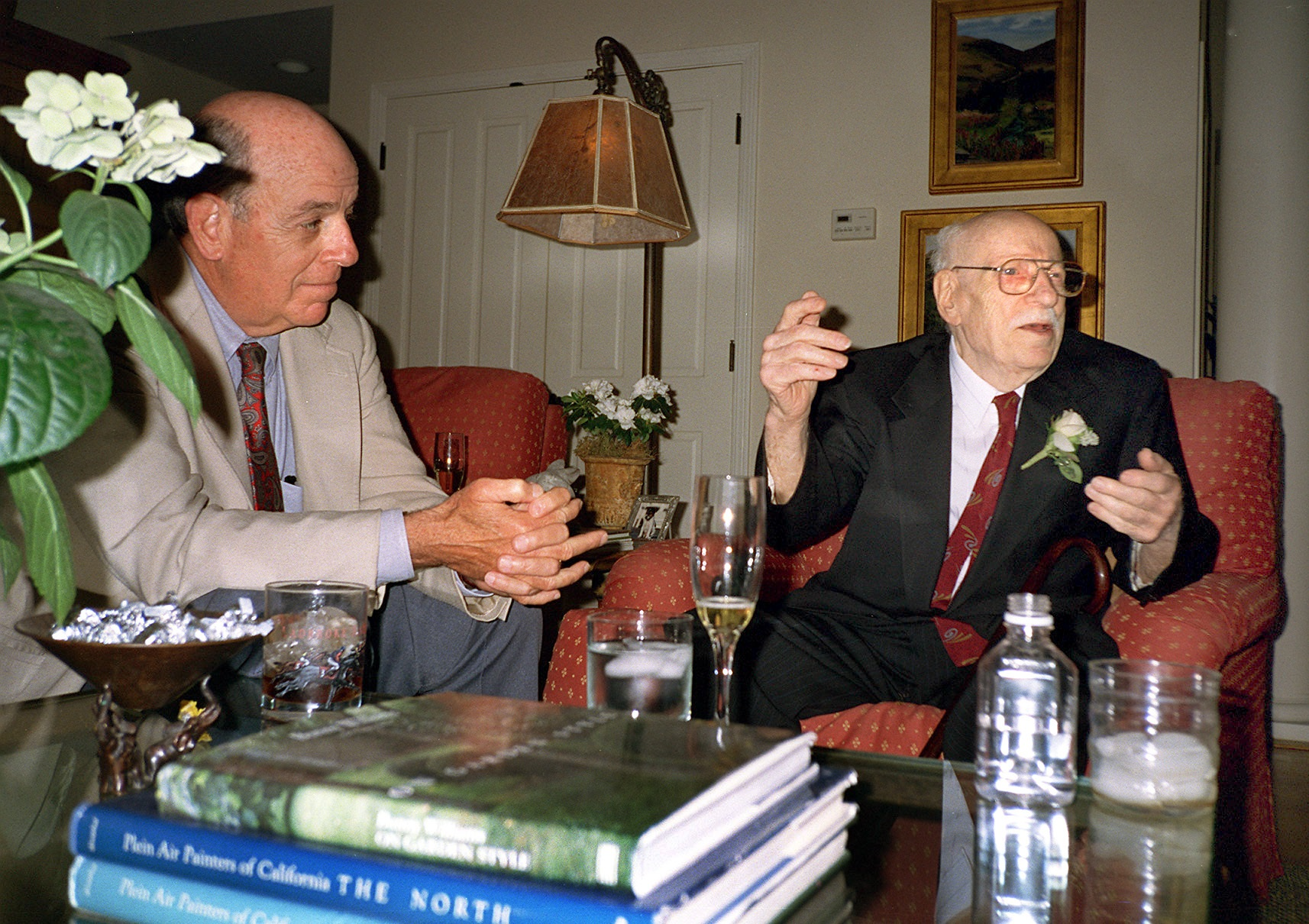
ケビン・オレアリーと話すローゼンタール

ローゼンタールは1945年後半にAP通信を退社し、タイムズ・ワイド・ワールド・フォトの主任写真家兼マネージャーになった。その後、『サンフランシスコ・クロニクル』紙に入社し、1981年に退職するまでの35年間、写真家として活動した。
1996年4月13日、海兵隊総司令官チャールズ・C・クルラックから名誉海兵隊員に任命された。
2001年9月11日のアメリカ同時多発テロ事件で写真家のトーマス・E・フランクリン (Thomas E. Franklin) が撮影した『Raising the Flag at Ground Zero』は、ローゼンタールの『硫黄島の星条旗』と類似が指摘され、ローゼンタールに対するインタビューが行われた他、ローゼンタールとフランクリンの対談も行われた。
ローゼンタールは2006年8月20日、サンフランシスコ郊外のカリフォルニア州ノバトの介護施設で、睡眠中に自然死した。遺体は火葬された。同年9月15日にカリフォルニアのマリーンズ・メモリアル・クラブで海兵隊による追悼式が、9月16日にサンフランシスコの教会で追悼ミサが行われた。

## 賞と栄誉
- ピューリッツァー賞 写真部門（1945年）[5]
- 国際写真家殿堂[15]
- 海軍公共奉仕功労賞（英語版）（2006年）[11]

## 大衆文化において
2006年10月公開の映画『父親たちの星条旗』において、ローゼンタールの役をネッド・アイゼンバーグが演じた。